# 陈孝平
陈孝平（1953年6月—），安徽阜南人，肝胆外科领域专家。1973年毕业于蚌埠医学院，1982年、1985年各取得同济医科大学医学硕士、博士学位。担任华中科技大学同济医学院附属同济医院外科学系主任、肝胆胰外科研究所所长、肝脏外科中心主任。2015年当选中国科学院生命科学和医学学部院士。